# Recommandation générale
La terminologie recommandation générale (RG) est utilisée dans la gestion de programme industriel pour désigner des documents portant sur la normalisation.

## Nature des RG
Il s'agit en fait de bonnes pratiques qui sont établies par le Bureau de normalisation de l'aéronautique et de l'espace (BNAE).
Celui-ci établit des recommandations sous forme de travaux de réflexion sur la normalisation dans le domaine des études et constructions aéronautiques et spatiales. Ces recommandations n'ont pas le statut de normes mais qui sont appliquées dans des programmes industriels, au-delà du seul secteur aérospatial.

## Portée sectorielle des RG
Certaines des recommandations sont utilisés dans l'industrie, dans l'armement, et plus généralement dans les domaines ayant à gérer des porte-feuilles de projets industriels.

## Portée internationale des RG
Certaines des recommandations établies par le BNAE sont reconnues de manières internationales (par l'OTAN par exemple).

## Exemples de RG

### RG Aéro 00040
L'un des travaux les plus connus du BNAE dans le monde industriel est la recommandation générale RG Aéro 00040 intitulée : Recommandation générale pour la spécification de management de programme.
La RG Aéro 00040 A (dans sa version d'avril 1999) est reprise intégralement par la norme AFNOR numéro FD X 50-410 publiée en novembre 1999.

### RG Aéro 00014
Utile pour la Spécification technique du besoin (STB), la RG Aéro 00014 porte sur: Définition d’un produit – Guide pour l’élaboration du Dossier de Définition.